# Lac des Oiseaux
Lac des Oiseaux (în arabă بحيرة الطيور) este o comună din provincia El Tarf, Algeria.
Populația comunei este de 10.624 de locuitori (2008).